# هنریک سیراویان
هنریک نیکلای سیراویان (ارمنی: Հենրիկ Նիկոլայի Սիրավյան؛ ۱۸ دسامبر ۱۹۲۸ – ۱۶ مارس ۲۰۰۱) یک هنرمند برجسته اهل ارمنستان بود.

## زندگی‌نامه
در  ۱۸ دسامبر ۱۹۲۸ در ایروان به دنیا آمد. وی در بین سال‌های ۱۹۴۳ تا ۱۹۴۸ در مدرسه هنری ترلمزیان آموزش دید؛ و از سال ۱۹۵۶ عضو اتحادیه هنرمندان ارمنستان بود.  وی در ۱۶ مارس ۲۰۰۱ در ایروان درگذشت

## زندگی شخصی
گاگیک سیراویان، نونه سیراویان، داویت سیراویان فرزندان وی هستند.

## نگارخانه

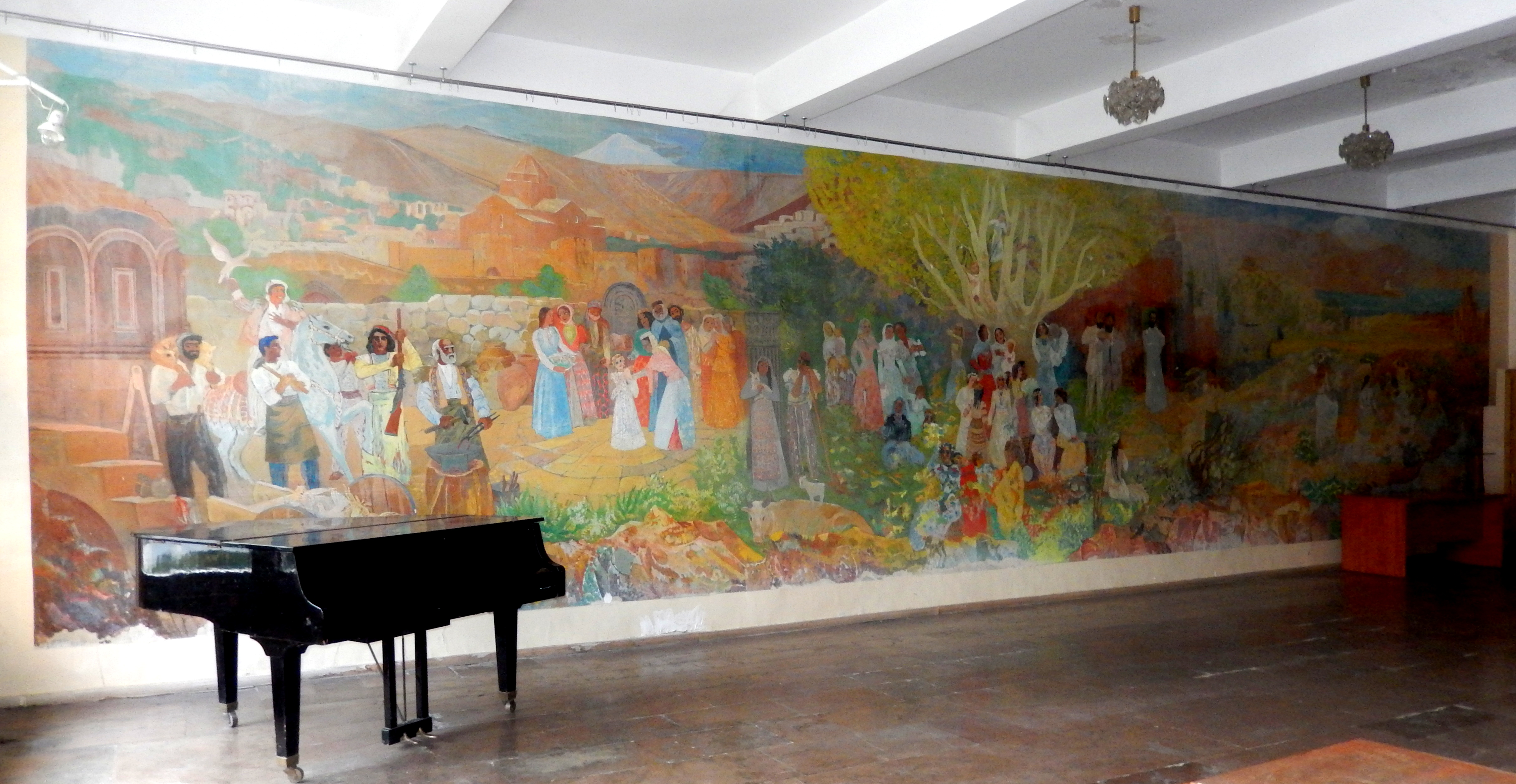
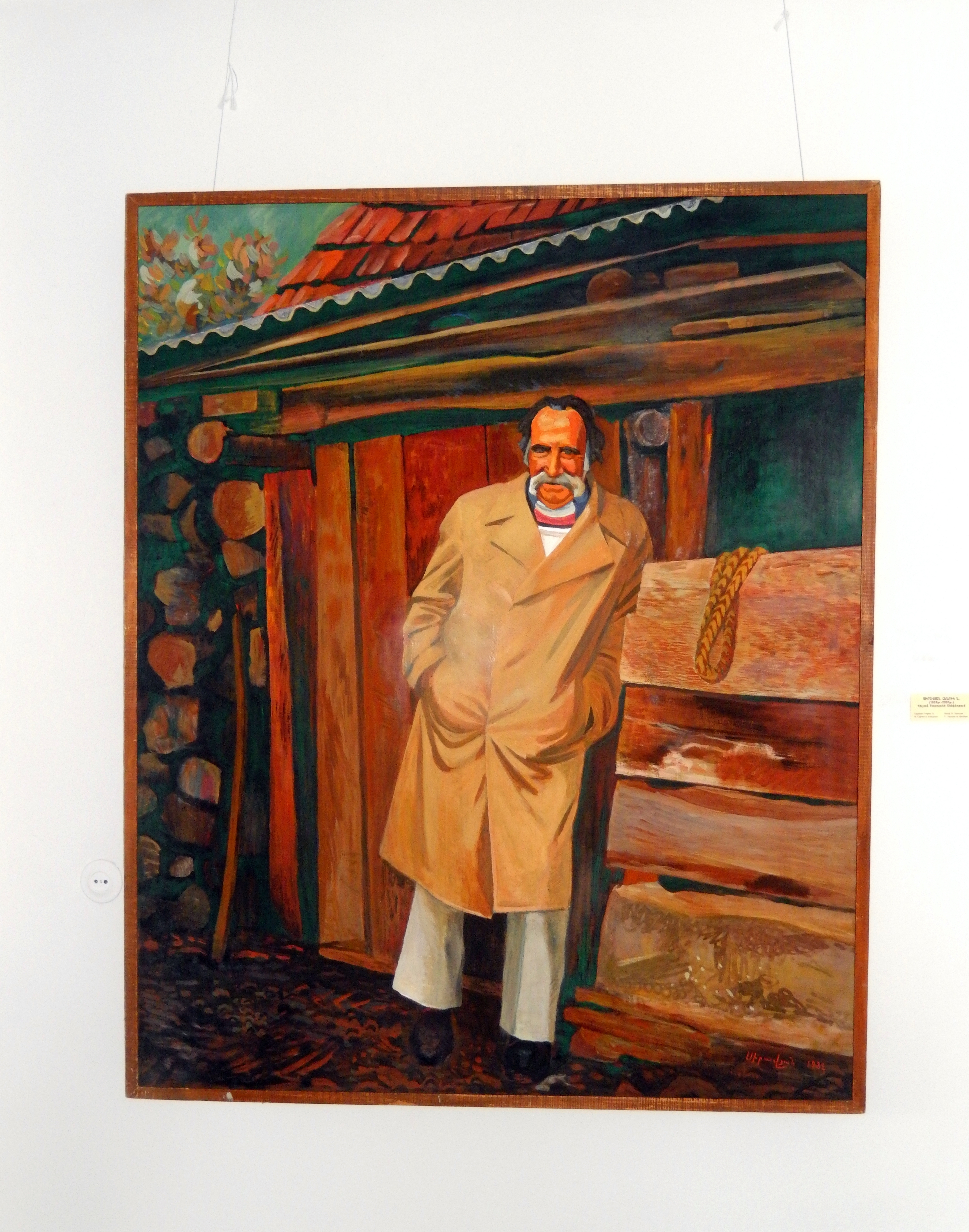
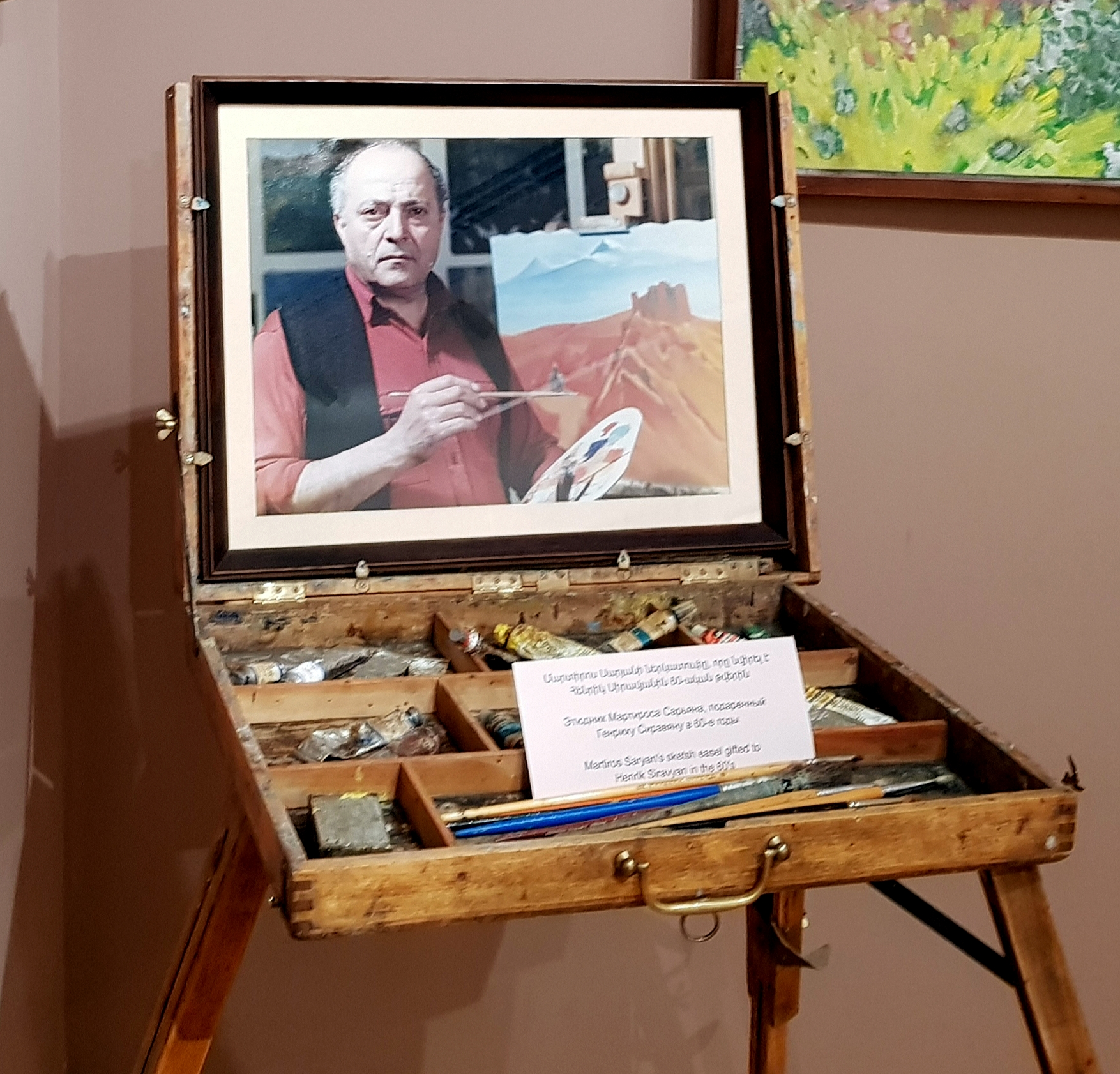